# Andy Bell
Andy Bell, eredeti nevén Andrew Ivan Bell (Peterborough, 1964. április 25. –) egy angol énekes, többek között az Erasure szintipop együttes énekese, dalszövegírója.

## Fiatalkora, karrierje
1985-ig egy húsfeldolgozó üzemben dolgozott, eredeti szakmája hentes. A Melody Maker magazinban válaszolt Vince Clarke egy hirdetésére, és mint 43. jelentkezőt Vince meghallgatta, és fel is vette. Együttműködésük eredménye az együttes közel 25 millió eladott lemeze. Nevükhöz fűződnek olyan ismert dalok, mint a Who Needs Love, Reunion, Cry So Easy, Oh L'Amour, Sometimes, ABBA-remixek: Gimme, gimme, gimme; Voulez Vous.
20 évvel pályafutásának kezdete után bejelentette, hogy szólókarrierbe fog. Debütáló albuma az Electric Blue lett, mely hamar világhírűvé vált, igaz, Bell korábban elsősorban Nightclubokban volt kénytelen reklámozni felvételeit. Az album 14 számból áll, amely tartalmaz többek között 3 duettet is, a legnagyobb sikerre a Claudia Brückennel készült tett szert. A hanganyag több remixet is tartalmaz, mely a modern hangzattani kritériumoknak is megfelel. A fogadtatása ugyanakkor nem volt egyértelműen pozitív.
2010-ben második szólóalbuma, amely a Non-Stop címet kapta. Az album elkészítésében Pascal Gabriel működött közre, és több Erasure motívumot beépített annak anyagába.

## Magánélete
Andy Bell deklaráltan homoszexuális, hosszútávú kapcsolatban élt Paul J. Hickey-vel, aki 2012-ben elhunyt. Az első olyan hírességek közé tartozik, akik nyíltan vállalták melegségüket. Andy Bell HIV-pozitív, ezt azonban sokáig titokban tartotta, hivatalosan csak 2004-ben vállalta fel.
Korábban sokat érte az a vád, hogy nem áll ki mint híresség a melegek jogaiért, ő azonban ez ellen úgy szokott védekezni, hogy ő apolitikus, nem akar állást foglalni.[forrás?]

## Fordítás
- Ez a szócikk részben vagy egészben  az   Andy Bell című angol Wikipédia-szócikk fordításán alapul.  Az eredeti cikk szerkesztőit annak laptörténete sorolja fel. Ez a jelzés csupán a megfogalmazás eredetét és a szerzői jogokat jelzi, nem szolgál a cikkben szereplő információk forrásmegjelöléseként.